# Мемориал личному составу линкора «Новороссийск»
Мемориал личному составу линкора «Новороссийск» (также «Родина — сыновьям») — мемориальный комплекс в честь  моряков линкора «Новороссийск» и членов спасательных команд с других кораблей, которые погибли в ночь на 29 октября 1955 года в Севастопольской бухте после его взрыва и затопления. Мемориал расположен в Севастополе в северо-восточной  части Братского кладбища участников Крымской войны. Официально после реконструкции - часть более крупного объекта культурного наследия народов России регионального значения Братское кладбище воинов, погибших в боях за Севастополь в 1941-1944 гг. На территории мемориала есть также памятники морякам других кораблей ВМФ СССР и России, погибших в мирное время.

## Описание
Мемориал сооружен в 1963 году по проекту скульптора П. И. Бондаренко архитекторами А. А. Заварзиным и В. М. Артюховым.
Центральная фигура мемориала — бронзовая фигура скорбного матроса, который держит в правой руке приспущенный флаг. Фигура отлита из одного из гребных винтов линкора.
Монумент контрастно выделяется на фоне светлой стены с крымбальского известняка, ограждающий мемориал с северной стороны. На ней высечены барельефные изображения с эпизодами борьбы команды за спасение корабля:
- офицер, который спокойно отдает распоряжения по телефону;
- обнаженный по пояс матрос, подпирает дверь аварийным брусом;
- моряки, выносящие раненого товарища;
- матрос, зажимает спиной пробоину и прочее.

Перед монументом находится стела с посвящением:
```
«Мужественным морякам линкора «Новороссийск», погибшим при исполнении воинского долга 29 октября 1955. Любовь к Родине и верность военной присяге были для вас сильнее смерти».
```

Рядом установлена гранитная плита с текстом и фамилиями 23 моряков крейсера «Кутузов» погибшими в спасательной операции.
В 1990 году на мемориале установили гранитные плиты с именами 543 погибших моряков-черноморцев. Авторы проекта — архитекторы А. Л Шеффер, А. И. Баглей, резчик по камню И.  Степанов.
На территории мемориала установлен памятник подводникам ПЛ Комсомолец погибшей в 1989 году.
После гибели в 2000 году подводной лодки Курск и операции по её подъёму, тела нескольких членов экипажа из Севастополя были захоронены на территории мемориала.
Охраняется в составе Комплексного памятника Братское кладбище воинов, погибших в боях за Севастополь в 1941-1944 гг.  Объект культурного наследия народов РФ регионального значения. Рег. № 921721259970005 (ЕГРОКН)
Это не единственный мемориал погибшим во время аварии Новороссийска. Братская могила моряков линкора «Новороссийск» на Кладбище Коммунаров является объектом культурного наследия народов России регионального значения.  Объект культурного наследия народов РФ регионального значения. Рег. № 921711261860005 (ЕГРОКН). Объект № 9230276001 (БД Викигида)